# Liste des sites Ramsar au Mali
Cet article recense les zones humides du Mali concernées par la convention de Ramsar.

## Statistiques
La convention de Ramsar est entrée en vigueur au Mali le 25 septembre 1987.
En janvier 2020, le pays compte 4 sites Ramsar, couvrant une superficie de 42 046,4 km2.

## Liste
| Site                       | Région                   | Notes | Date             | Superficie (km²) | Altitude (m) | Identifiant Ramsar | Identifiant WDPA | Coordonnées                         | Photo |
| -------------------------- | ------------------------ | ----- | ---------------- | ---------------- | ------------ | ------------------ | ---------------- | ----------------------------------- | ----- |
| Delta intérieur du Niger   | Mopti, Tombouctou, Ségou |       | 1er février 2004 | 41 195,00        | 262 - 272    | 1365               | 902264           | 15° 12′ nord, 4° 06′ ouest          |       |
| Lac Magui (es)             | Région de Kayes          |       | 22 mars 2013     | 247,40           | 350          | 2126               | 555558408        | 14° 44′ 02″ nord, 11° 04′ 08″ ouest |       |
| Lac Wegnia                 | Koulikoro                |       | 22 mars 2013     | 39,00            | 324 - 350    | 2127               | 555558409        | 13° 17′ 10″ nord, 8° 06′ 32″ ouest  |       |
| Plaine inondable du Sourou | Mopti                    |       | 22 mars 2013     | 565,00           | 261 - 280    | 2128               | 555558410        | 13° 38′ 28″ nord, 3° 19′ 34″ ouest  |       |